# Боттіггофен
Боттіггофен (нім. Bottighofen) — громада  в Швейцарії в кантоні Тургау, округ Кройцлінген.

## Географія
Громада розташована на відстані близько 155 км на північний схід від Берна, 26 км на схід від Фрауенфельда.
Боттіггофен має площу 2,4 км², з яких на 30,5% дозволяється будівництво (житлове та будівництво доріг), 32,1% використовуються в сільськогосподарських цілях, 35% зайнято лісами, 2,5% не є продуктивними (річки, льодовики або гори).

## Демографія
2019 року в громаді мешкало 2301 особа (+9,1% порівняно з 2010 роком), іноземців було 33,8%. Густота населення становила 955 осіб/км².
За віковим діапазоном населення розподілялося таким чином: 19,1% — особи молодші 20 років, 57,3% — особи у віці 20—64 років, 23,6% — особи у віці 65 років та старші. Було 1026 помешкань (у середньому 2,2 особи в помешканні).
Із загальної кількості 934 працюючих 7 було зайнятих в первинному секторі, 63 — в обробній промисловості, 864 — в галузі послуг.